# Sancha Alfónsez de León
Sancha Alfónsez de León (c.1018-León, 7 de noviembre de 1067 fue una infanta y reina consorte de León, hija legítima de Alfonso V de León y de la reina Elvira Menéndez. A la muerte de su hermano Bermudo III de León en la batalla de Tamarón, transmitió los derechos sobre el reino a su esposo el conde castellano Fernando Sánchez, quien reinó como Fernando I.

## Biografía
Sancha Alfónsez era la hija de Alfonso V de León y de su esposa, la reina Elvira Menéndez, y hermana de Bermudo III de León, que sucedió a su padre en el trono leonés. Se calcula que nació en 1018, un año después que su hermano. Su nodriza fue Fronilde Gundemáriz, con la que se cree que debió pasar la niñez en Piadela.
Luego debió de pasar a la corte, de la que se alejó al morir asesinado su prometido García Sánchez de Castilla. Este había acudido a León a conocer a la infanta y fue asesinado por la familia Vela en las calles de la ciudad el 13 de mayo de 1028. Muerto García, el condado castellano pasó a manos de uno de los hijos del rey navarro Sancho Garcés III de Pamplona, Fernando, si bien era el padre el que ostentaba el poder en el territorio. Sancho propuso a continuación a Bermudo que su hermana se casase con Fernando, sugerencia que Bermudo aceptó. Al acordar su hermano que se desposase con Fernando, Sancha volvió a la corte. Se casó con el conde de Castilla posiblemente en Burgos en octubre o noviembre del 1032, en una gran boda a la que asistieron los soberanos de León (su hermano Bermudo) y Pamplona (su suegro Sancho).
Sancha era la heredera de los derechos al trono del reino de León como hija del rey Alfonso V y hermana de Bermudo III, derechos que transmitió a sus hijos. Sin embargo, fue su marido Fernando el que fue ungido rey de León un año después de la muerte de Bermudo, debido a que en aquellos tiempos no se reconocía a las mujeres como reinas con poder efectivo. Esto no ocurrió hasta la coronación de su nieta Urraca I de León, primera reina privativa de la Europa Medieval.
Abadesa seglar del monasterio de San Pelayo, que posteriormente pasaría a ser la Colegiata de San Isidoro. Tras enviudar en 1065, trató sin éxito de mantener la paz entre sus hijos.
Junto a su esposo ordenó la construcción de la Colegiata de San Isidoro, en la ciudad de León, donde se depositaron las reliquias del Doctor Hispalense, que habían sido traídas desde Sevilla.
Falleció en la ciudad de León el día 7 de noviembre de 1067.

## Sepultura

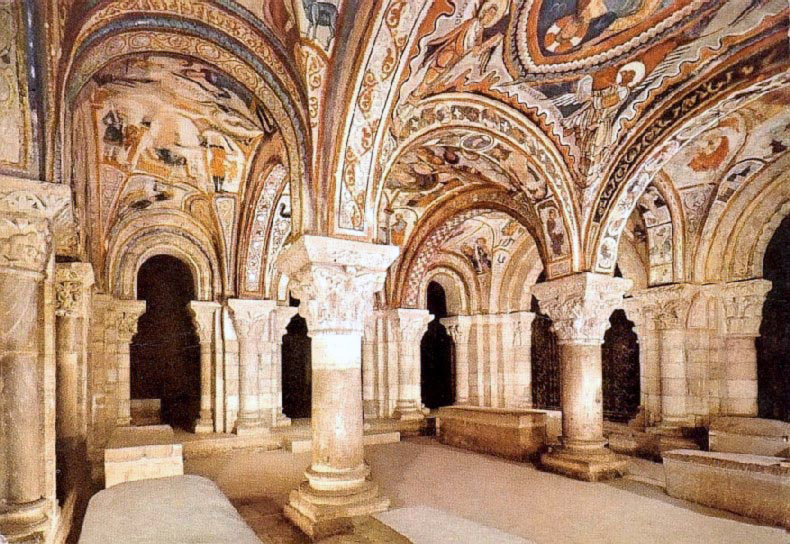
Panteón de Reyes de San Isidoro de León, donde recibió sepultura el cadáver de la reina Sancha de León.

Fue sepultada en el Panteón de Reyes de San Isidoro de León, donde serían enterrados, además de sus padres, hermano y esposo, los restos mortales de tres de sus hijos; los de su hija Elvira de Toro, los de Urraca de Zamora y los de García de Galicia. En el sepulcro de piedra en el que fueron depositados los restos mortales de la reina Sancha fue esculpida la siguiente inscripción latina:

H. R. SANCIA REGINA TOTIUS HISPANIAE, MAGNI REGIS FERDINANDI UXOR. FILIA REGIS ADEFONSI, QUI POPULAVIT LEGIONEM POS DESTRUCTIONEM ALMANZOR. OBIIT ERA MCVIII. III N. M.

Que traducido al castellano viene a decir:

Aquí yace Sancha, reina de toda Hispania, esposa del gran rey Fernando e hija del rey Alfonso, que pobló León después de la destrucción de Almanzor. Falleció el día 3 de noviembre de la era mil ciento ocho años.

## Matrimonio y descendencia
Contrajo matrimonio con Fernando I de León, hijo del rey Sancho Garcés III de Pamplona y Muniadona. De esta unión nacieron:
- Urraca de Zamora (c. 1033-1101)
- Sancho II (1038-1072), rey de Castilla (1065-1072), y de León (1072).
- Elvira, (m. 1099), señora de Toro.
- Alfonso VI (1040-1109), rey de León (1065–1072) y después de León, Castilla y Galicia (1072-1109).
- García (1042-1090), rey de Galicia (1066-1071 y 1072-1073).